# 에른스트 알브레히트
에른스트 카를 율리우스 알브레히트(독일어: Ernst Carl Julius Albrecht, 1930년 6월 29일 ~ 2014년 12월 13일)는 독일의 기독교민주연합 정치인이자 전 유럽의 고위 공무원이었다. 그는 1958년에 임명된 최초의 유럽 공무원 중 한 명이었고 1967년부터 1970년까지 경쟁총국장을 역임했다. 그는 1976년부터 1990년까지 니더작센주의 장관을 역임했다. 그는 유럽연합 집행위원장인 정치인 우르줄라 폰데어라이엔의 아버지였다.